# Huberte Goote Gallery
Die Huberte Goote Gallery war eine Schweizer Kunstgalerie mit Sitz an der Rigistrasse 2 (am Rigiplatz) in Zug.

## Geschichte
Die Galerie trug den Namen von Huberte Goote (* 3. Dezember 1919 in Pretoria; † 2005), die 1941 den Milliardär Anton Rupert heiratete.

„Die «Huberte Goote Gallery» dient dem Zweck, die verschiedenen Kunstsammlungen der Richemont–Gruppe hier in Zug auszustellen und Schweizer Künstlern die Gelegenheit zu geben, ihre Werke einer breiten Öffentlichkeit zu zeigen. Die Kunstsammlungen gehören entweder der 1964 gegründeten Richemont Art Foundation oder der Cartier Foundation. Ausgewählte Kunstwerke werden weltweit ausgestellt oder zur Belebung des Arbeitsklimas in eigenen Fabriken und Büros verwendet.“

1964 wurde die Huberte Goote Art Foundation in das liechtensteinische Handelsregister und 2014 auf der Kanalinsel Jersey eingetragen.
Die Galerie widmete sich aussereuropäischer Kunst mit den Ausstellungen Ndebele: Volkskunst aus Südafrika (1994), Mutter und Kind in der Weltkunst (1997), Art on the rocks: Afrikanische Felsmalerei (1999), Südsee-Ästhetik (2000) und Mali – recalling the temperature of light (2002). Sie förderte zeitgenössische Künstlerinnen und Künstler wie Eliška Bartek (1993), Stephan Spicher (1993), Uwe Wittwer (1996), Alfred Haberpointner (1997), Kaspar Toggenburger (2000) und Rolf Iseli (2001). 1996 würdigte sie den Psychiater Oscar Forel (1891–1982) in einer Ausstellung als Fotografen.

## Liste der Ausstellungen derHuberte Goote Gallery
- Eliška Bartek : Ausstellung. 1993. OCLC 428024461
- Stephan Spicher: 9. September bis 12. Oktober 1993. 1993. Text: Michael Bockemühl. OCLC 636829963
- Bruno Murer: Sehkörper: Elemente : Ausstellung. 1993. OCLC 84525733
- Lorenz Homberger: Gesichter = faces. 1993. OCLC 31030693
- Ndebele : Volkskunst aus Südafrika : 24. März 1994 bis 4. Mai 1994. 1994. OCLC 715596079 OCLC 925573032
- Ceramics : formes and shapes : Ernst Häusermann, Luisa Figini, Edouard Chapallaz … : Ausstellung, 6. Mai 1995-2. Juli 1995. 1995. OCLC 85344209
- Udo Horstmann & Wulf Lohse: Anderer Leute Geld : Geld in Afrika = Other people's money : money in Africa. 7. Juli bis 10. September 1995. 1995. OCLC 41523559
- Das tier in der kunst : 2. Dezember 95 bis 31. März 96 = The Animal in art. 1995. OCLC 36873007
- Uwe Wittwer: Ausstellung, 6. September bis 10. November 1996. 1996. OCLC 881694601
- Oscar Forel (1891–1982): Synchromies : Ausstellung, 14. November 1996 bis 6. April 1997. 1996. OCLC 637223057
- Alfred Haberpointner : Skulpturen ; 30. April bis 8. Juni 1997. 1997. Text: Michael Bockemühl, Übersetzung: David Stone. OCLC 899594731
- Herbert M. Cole: Mutter und Kind in der Weltkunst = The mother and child in world art. 1997. OCLC 42396933
- Francine Mury: Ausstellung 12. April bis 8. Juni 1997. 1997. Text: Christiane Klein. OCLC 76714980
- Stephan Frech & Ronald Schenkel: Sozialer Friede? : deutsche Graphik zwischen den Kriegen : Ausstellung, 6.Juni bis 30. August 1998. 1998. Übersetzung: Elizabeth O’Loughlin. OCLC 225532190 OCLC 889836267
- Hans Rudolf Reust: Pascal Danz: Bilder = paintings : Ausstellung vom 5. September bis 25. Oktober 1998. 1998. OCLC 600514955
- Christian Lapie, Skulpturen, 5. September bis 25. Oktober 1998. 1998. Text: Günter Metken; Übersetzung: Elisabeth O’Coughlin. OCLC 76369152
- Irène Wydler: Zeichnungen: Ausstellung 17. April – 20. Juni 1999. 1999. Text: Paul Tanner; Übersetzung: Elisabeth O’Loughlin. OCLC 611223212
- R. Townley Johnson: Art on the rocks : Afrikanische felsmalerei : 26. Juni – 17. Oktober 1999. 1999. Text: Janette Deacon; Übersetzung: Antal Pablé. ISBN 978-3-935019-31-6
- Wolfgang Zemter: Wege zum deutschen Informel: Meisterwerke aus dem Märkischen Museum Witten. 22. Oktober 1999 – 12. März 2000. 1999. ISBN 978-3-925608-81-0
- Kaspar Toggenburger: Ausstellung 18. März – 28. Mai 2000. 2000. ISBN 978-3-925608-91-9
- Thomas Birve, in Holz Ausstellung, 18. März – 28. Mai 2000. 2000. Text: Urs Bugmann; Übersetzung: Elisabeth O’Loughlin. ISBN 978-3-925608-92-6
- Burkhard Fenner: Südsee-Ästhetik : Zeichen von Macht und Würde : 7. Oktober 2000 – 7. Januar 2001. 2000. In Zusammenarbeit mit dem Etpison Museum Koror, Palau. ISBN 978-3-935019-09-5
- Cécile Wick: Landschaften, Bild – Abbild Ausstellung, 3. Juni – 1. Oktober 2000. 2000. Text: Michael Bockemühl; Übersetzung: Elisabeth O’Loughlin. ISBN 978-3-925608-98-8
- Rolf Iseli, Druckgraphik, 19. Mai bis 19. August 2001. 2001. Text von Paul Tanner; Übersetzung von Elisabeth O’Loughlin. ISBN 978-3-935019-29-3
- André Gysi Ausstellung 6. Juli – 18. August 2002. 2002. ISBN 978-3-935019-53-8
- Max Roth: monolithische Skulptur. 2002. Text: Ulrich Loock. ISBN 978-3-935019-54-5
- Victor Escobar: Blutbad = Bloodbath = Baño de sangre. Ausstellung 6. Juli – 18. August 2002. 2002. Text: Pius Sidler; Übersetzungen: Elisabeth O’Loughlin & Omar Fino. ISBN 978-3-935019-55-2
- Carsten Jørgensen: Mali – recalling the temperature of light = Mali – Erinnerungen an die Temperatur des Lichts. 2002. ISBN 978-3-935019-61-3
- Esther Löffel: Linien : Ausstellung 5. Oktober – 10. November 2002. 2002. ISBN 978-3-935019-67-5